# Индо-парфянское царство

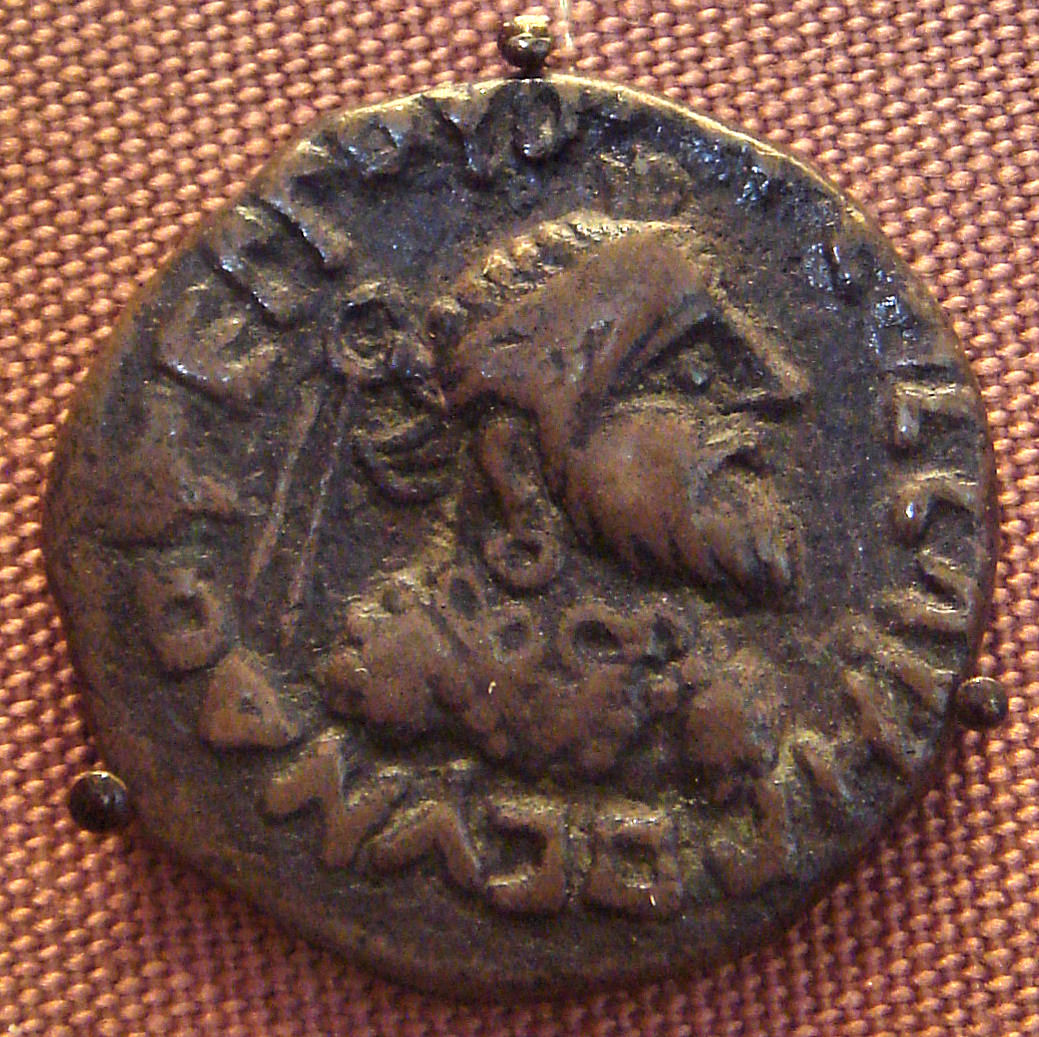
Портрет основателя Индо-парфянского царства Гондофара.

Индо-парфянское царство (иначе Индо-Парфянское царство) — государство, существовавшее в I веке на территории современных Афганистана, Пакистана и Северной Индии. Индо-парфянским царством правила династия Гондофара, основанная царём Гондофаром I. Царей этой династии принято называть индо-парфянами. Возможно, они принадлежали к более крупной группе иранских племён, населявших регион к востоку от границы с Парфией. В течение почти всей истории царства его столицей была Таксила (что в современном Пакистане), и только в последние годы перед падением династии столица была перенесена в Кабул. Доподлинно неизвестно, принадлежали ли все цари, принявшие титул «Гондофар», к одной династии.
В зените своего развития Индо-парфянское царство охватывало части восточного Ирана, различные части Афганистана и северо-западные районы Индийского субконтинента (современный Пакистан и Пенджаб).
Царство было основано в 19 году, когда сатрап Дрангианы (Сакастана) Гондофар объявил независимость от Парфянской империи. Позже он совершал военные экспедиции, завоевывая территории Индо-скифов и Индо-греков, тем самым превращая своё царство в империю. Территория Индо-парфян значительно сократилась после вторжений Кушанов во второй половине I века нашей эры. Тем не менее, им удалось сохранить контроль над Сакастаном до его завоевания Империей Сасанидов в 240 году.
Индо-парфяне знамениты строительством буддийского монастыря Тахт-и-Бахи (объект всемирного наследия ЮНЕСКО).
Правители Индо-парфянского царства
- Гондофар (20—10 до н. э.)
- Абдагас (I век)
- Сатавастр (ок. 65—70)
- Сарпедон (ок. 70)
- Ортагн (ок. 70)
- Убузан (ок. 77)
- Санабар I (ок. 80)
- Сас[англ.] или Гондофар II (ок. 85)
- Абдагас II (ок. 90)
- Пакор (ок. 100)